# ISO 3166-2:MU
ISO 3166-2:MU é a entrada para Maurícia em ISO 3166-2, parte do padrão ISO 3166 publicado pela Organização Internacional para Padronização (ISO), que define  códigos para os nomes da principais subdivisões (ex., províncias ou estados) de todos países codificado em ISO 3166-1.
Atualmente para Maurícia, os códigos ISO 3166-2 são definidos para 5 cidades, 3 dependências e 9 distritos. As cinco cidades são antigos conselhos urbanos e agora fazem parte de um distrito.
Cada código consiste em duas partes, separadas por um hífen. A primeira parte é  MU, o código ISO 3166-1 alfa-2 da Maurícia. A segunda parte é duas letras.

## Códigos atuais
Os nomes das subdivisões estão listados na norma ISO 3166-2, publicada pela ISO 3166 Maintenance Agency (ISO 3166 / MA).
Clique no botão no cabeçalho para classificar cada coluna.
| Legenda | ISO   | Subdivisão            | Tipo        | Capital         |
| ------- | ----- | --------------------- | ----------- | --------------- |
| 1       | MU-BL | Black River           | distrito    | Tamarin         |
| 2       | MU-FL | Flacq                 | distrito    | Centre de Flacq |
| 3       | MU-GP | Grand Port            | distrito    | Mahébourg       |
| 4       | MU-MO | Moka                  | distrito    | Moka            |
| 5       | MU-PA | Pamplemousses         | distrito    | Triolet         |
| 6       | MU-PW | Plaines Wilhems       | distrito    | Rose Hill       |
| 7       | MU-PL | Port Louis            | distrito    | Port Louis      |
| 8       | MU-RR | Rivière du Rempart    | distrito    | Poudre d'Or     |
| 9       | MU-SA | Savanne               | distrito    | Souillac        |
| —       | MU-AG | Agalega               | dependência | —               |
| —       | MU-CC | Cargados Carajos      | dependência | —               |
| —       | MU-RO | Rodrigues             | dependência | Port Mathurin   |
| —       | MU-BR | Beau Bassin-Rose Hill | cidade      | —               |
| —       | MU-CU | Curepipe              | cidade      | —               |
| —       | MU-PU | Port Louis            | cidade      | —               |
| —       | MU-QB | Quatre Bornes         | cidade      | —               |
| —       | MU-VP | Vacoas-Phoenix        | cidade      | —               |

## Mudanças
As seguintes mudanças na entrada foram anunciadas em boletins pela ISO 3166 / MA desde a primeira publicação da ISO 3166-2 em 1998:
| Boletim de Notícias     | Data de emissão | Descrição da mudança na newsletter                                                                                         | Código/Mudança de subdivisão                                                |
| ----------------------- | --------------- | --- | --------------------------------------------------------------------------- |
| Boletim de Notícias I-4 | 10-12-2002      | Correção de erro: uso duplicado de um elemento de código corrigido. Categorias de subdivisão no cabeçalho re-classificadas | Códigos: (para corrigir o uso duplicado) Port Louis (cidade): MU-PL → MU-PU |